# David Macdonald (Biologe)
David Whyte Macdonald, CBE, FRGS, FRSE, FRSB, (* 30. September 1951 in Oxford) ist ein britischer Biologe, Naturschützer und Sachbuchautor.

## Leben
Macdonald ist der Sohn von William Alexander Fraser und Williamina Stirrat Macdonald, geborene Whyte. Sein Vater war Arzt. Von 1975 bis 2015 war er mit Jennifer Mary Wells verheiratet. Aus dieser Ehe gingen zwei Töchter und ein Sohn hervor.
Macdonald studierte am St. Lawrence College in Ramsgate und am Wadham College der University of Oxford, wo er 1972 den Bachelor of Arts mit Auszeichnung erlangte. Von 1976 bis 1979 war er Nachwuchswissenschaftler am Balliol College der University of Oxford. 1977 wurde er dort zum Doktor der Philosophie (DPhil.) promoviert. Von 1979 bis 1984 war er wissenschaftlicher Mitarbeiter im Ernest Cook Trust. Von 1984 bis 1987 war er wissenschaftlicher Mitarbeiter im Nuffield College. Seit 1986 ist er leitender wissenschaftlicher Mitarbeiter für Wildtier- und Naturschutz an der Lady Margaret Hall, Oxford. Im selben Jahr gründete er die Wildlife Conservation Research Unit (WildCru) an der Zoologischen Fakultät der University of Oxford, die erste Forschungseinheit für Naturschutz an einer europäischen Hochschule. Von 1997 bis 2003 war er Gastprofessor an der Cornell University. Seit 2004 ist er Gastprofessor für Wildtier- und Naturschutz am Imperial College London.
Von 2002 bis 2005 war er Mitglied im Beratungsausschuss für Pestizide im Department for Environment, Food and Rural Affairs. Von 2003 bis 2005 war er Mitglied im Gremium für Umweltfragen. 2002 wurde er Berater im Forschungsbeirat für Biodiversität. Von 2003 bis 2004 war er Mitglied und 2004 war er Vorsitzender im Darwin Advisory Committee. Im Jahr 2000 war er Berater der Burns Inquiry über Hetzjagden mit Hunden. Von 2000 bis 2005 war er Beauftragter der unabhängigen Jagdaufsichtsbehörde. Von 2002 bis 2011 war er Biodiversitätsberater bei der Esmée Fairbairn Foundation. 1985 war er Gründungsmitglied und bis 2005 Vorsitzender der IUCN/Species Survival Commission Canid Specialist Group. Seit 2008 ist er Mitglied beim WWF UK.
Neben zahlreichen Sachbüchern war er Autor von drei Dutzend Fernsehdokumentationen, darunter The Night of the Fox, die 1976 mit dem BAFTA Award als bester Dokumentarfilm ausgezeichnet wurde, The Curious Cat, Meercats United (Auszeichnung beim Wildscreen Festival 1988) und die siebenteilige Reihe The Velvet Claw, die alle im Programm der BBC ausgestrahlt wurden. Daneben ist er Verfasser von zahlreichen Artikeln in Fachzeitschriften, darunter New Scientist, Nature und dem Journal of the Zoological Society of London.

## Ehrungen und Auszeichnungen
2005 gewann Macdonald den Dawkins Prize für Naturschutz und Tierschutz. 2006 wurde er mit dem C. Hart Merriam Award der American Society of Mammalogists für seine Leistungen in der Säugetierforschung ausgezeichnet und 2007 mit der Medaille der Mammal Society of Great Britain. 1978 wurde er zum Fellow der Royal Geographical Society (FRGS), 1990 zum Fellow der Royal Society of Biology (FRSB) sowie zum Fellow des Institute of Biology (FIBiol) und im März 2008 wurde er zum Fellow der Royal Society of Edinburgh (FRSE) gewählt. 2004 erhielt er die Ehrendoktorwürde (DSc Oxon) der University of Oxford.
Bei den Birthday Honours von Queen Elizabeth II. im Jahr 2010 wurde er zum Commander des Most Excellent Order of the British Empire (CBE) ernannt. Für 2025 wurde Macdonald die Linné-Medaille der Linnean Society of London zugesprochen.

## Schriften
- Vulpina: The Story of a Fox (Jugendbuch), Collins, 1977
- mit C. J. Amlaner: A Hundbook on Biotelemetry and Radio Tracking, Pergamon, 1980
- Rabies and Wildlife: A Biologist’s Perspective, Oxford University Press for Earth Resources Research, 1980
- The Red Fox, Oxford University Press, 1982
- Olfactory Communication in Mammals, Oxford University Press, 1982
- A Naturalist in Borneo, Dent, 1982
- An Encyclopedia of Mammals of the World, Equinox, 1983
- The Encyclopedia of Mammals, Facts on File, New York, 1984
- mit Richard E. Brown: Social Odours in Mammals, 2 Bände, Clarendon Press, New York, 1985
- mit Priscilla Barrett: Running with the Fox, HarperCollins Publishers, 1987
- mit D. Müller-Schwarze und S. E. Natynczuk: Chemical Signals in Vertebrates, Band 5, Oxford University Press, New York, 1990
- mit J. R. Ginsberg: Foxes, Wolves, Jackals, and Dogs: An Action Plan for the Conservation of Canids, IUCN, Gland, Switzerland, 1990
- mit Rosie Woodroffe und Joshua Ginsberg: The African Wild Dog: Status Survey und Conservation Action Plan, IUCN, Gland, Switzerland, 1997
- Meerkats, New Holland, London, England, 1999
- Foxes, Voyageur Press Stillwater, MN, 2000
- The Encyclopedia of Mammals, Facts on File, New York, NY, 2001
- The New Encyclopedia of Mammals, Oxford University Press, New York, NY, 2001
- Mammals of Europe, Princeton University Press, Princeton, NJ, 2004 (mit Illustrationen von Priscilla Barrett)
- Canids: Foxes, Wolves, Jackals, and Dogs: Status Survey und Conservation Action Plan, IUCN–The World Conservation Union, Gland, Switzerland, 2004
- mit Claudio Sillero-Zubiri: The Biology and Conservation of Wild Canids, Oxford University Press, New York, NY, 2004
- mit Katrina Service: Key Topics in Conservation Biology, Blackwell Malden, MA, 2006